# 鄒凱光
鄒凱光（英語：Matt Chow，1968年8月4日—），暱稱灘叔、鄒海灘、漢叔、膽叔，香港編劇、導演和商業二台節目主持，現時逢星期一、三、五晚上，主持YouTube頻道「三叔公園」直播節目。

## 簡介
鄒凱光早年在葵涌荔景邨風景樓長大，父親是一名船員。鄒凱光曾就讀樂善堂顧超文中學。他在校時就讀文科，於中二時曾被勸喻退學，但因為班主任以辭職的決定來保薦鄒凱光，他才能在該校讀至中四。在中四時，鄒凱光的成績與操行差劣；結果轉到觀塘地利亞修女紀念學校重讀中四，並在該校完成中五課程。中五畢業後曾任職運輸工人和公司文件派遞員。及後於在1989年得马伟豪提攜加入無綫電視任職燈光師助理。不久加入亞洲電視擔任見習編劇。
他曾與著名電台節目主持人吳君如在叱咤903共同主持清談節目嘩嘩嘩打到嚟！和她他她打到嚟！，與谷祖琳和有耳非文主持節目夜夜開放。另外亦於亞洲電視與李麗蕊和蔡國威主持綜合節目《五個半A餐：a料》和《五個半A餐：a+料》。目前因執導《金雞3》而暫別於叱咤903的《一八七二遊花園》及《十溝場》的主持工作。直至2014年1月24日於facebook宣佈:"妳走唔甩㗎喇！星期一 十一點返嚟同我做節目啦！"(即2014年1月27日) 其後發現只是短期節目目。
一八七二遊花園因為阿BU和鄒凱光相繼離開，令收聽率大受影響...商台對黃金時段的收聽率回天乏力表示可惜，並決定於2014年6月27日將節目結束。 
鄒凱光於電影界浮浮沉沉多年，由於收入極不穩定，曾經需要賒借度日。經吳君如的介紹下進入商台工作，以商台為跳板，開展出鄒凱光的第二人生。

## 現主持之網上電台節目
- 《三叔公園》逢星期一、三、五晚上10時起，與余迪偉、阿Bu於YouTube共同主持(為1872遊花園之舊班底)

## 曾主持電台節目
- 《嘩嘩嘩打到嚟！》
- 《她他她打到嚟！》
- 《夜夜開放》
- 《午夜閒談》
- 《球來球往》（逢星期六凌晨(星期日早上)1時至2時）
- 《在晴朗的一天出發》（逢星期一至五早上7時至10時）
- 《在晴朗的一天出發聲音專欄－球來球往》
- 《沙漠中的海灘》（逢星期日中午11時至1時）
- 《咔啦騷》（逢星期五晚上12時至凌晨1時，臨時節目）
- 《一八七二遊花園》（逢星期一至五晚上11時至凌晨2時）
- 《十溝場》（逢星期日晚上9時至11時）
- 《吹摯友》（2016年9月19日至9月30日逢星期一至五晚上11時至凌晨1時，臨時節目）
- 《無定向喪煲病狂》（逢星期日下午1時至3時）

## 曾參與廣播劇
- 黃金少年Season 1 飾 市長
- 最好的時光 二 飾 卡拉ok管理人員

## 歌曲
- 阿叔今年四十歲（作曲、填詞、編曲、監製：林阿P@my little airport）

## 書籍作品
- 2007年7月：《麻不甩》（於2010年7月重印-特別版）
- 2008年7月：《愛情補藥黨》
- 2010年7月：《撈碧刁》
- 2011年7月：《歐多芽》
- 2011年12月：《答卜》（自稱美國作家Carol Bolt占卜書《The Book of Answers》香港版）
- 2012年7月：《男人來自那星》
- 2014年7月：《來不及回頭笑你》
- 2015年7月：《拉芺》
- 2017年：《自揩》

## 電視

### 節目編劇
- 吳耀漢攪攪震（亞洲電視）
- 笑joke1800秒（亞洲電視）
- 今夜不設防（亞洲電視）

### 電視劇編劇
- 中華英雄（亞洲電視）
- 上海1949（亞洲電視）
- 赤子雄風（亞洲電視）
- 銀狐（亞洲電視）
- 勝者為王II天下無敵（亞洲電視）

### 節目主持
- 《五個半A餐：a料》（亞洲電視）
- 《五個半A餐：a+料》（亞洲電視）

### 節目演出
- 同2047特首上學去（ViuTV）
- 晚吹——男人講嘢（ViuTV）
- 細路玩大左（ViuTV）

### 電視劇演出
- 智能愛人（無綫電視）- 陳老師（客串）
- 極度俏郎君（ViuTV）- 食環署職員（客串）
- 逆天奇案2（無綫電視）- 老周（客串）

## 電影

### 导演作品
- 1997年：超級無敵追女仔
- 1998年：青春援助交际
- 2001年：水著份子
- 2001年：男歌女唱
- 2004年：七年很痒
- 2004年：身骄肉贵
- 2014年：金雞SSS
- 2015年：衝上雲霄
- 2015年：12金鴨
- 2025年：金雀

### 编剧作品
1993年
- 霸海紅英（英语：The Avenging Quartet）

1996年
- 新上海灘

1997年
- 爱情Amoeba
- 一个字头的诞生
- 超級無敵追女仔

1998年
- 生化寿尸

2000年
- 朱丽叶与梁山伯

2001年
- 爆裂刑警
- 男歌女唱

2002年
- 当男人变成女人
- 金鸡
- 三更

2003年
- 下一站…天后

2004年
- 七年很痒
- 煎釀三寶
- 身骄肉贵

2006年
- 狗咬狗
- 新扎师妹3

2022年
- 闔家辣

### 演员作品
1996年
- 百份百感覺
- 新上海灘

1997年
- 初戀無限Touch
- 一個字頭的誕生 飾 喪基
- 憨星先生
- 爱情Amoeba

1998年
- 古惑仔情義篇之洪興十三妹 飾 史老師
- 生化壽屍 飾 生化液體買家助手
- 追凶20年
- 亞李·爸爸：兩個大盜
- 新戀愛世紀

1999年
- 失業皇帝
- 爆裂刑警

2001年
- 嚦咕嚦咕新年財
- 男歌女唱
- 百分百感覺２ 飾 實Q Wing
- 買兇拍人 飾 AV導演
- 情迷大話王

2002年
- 金雞 （編劇）
- 乾柴烈火 飾 歐陽秋生
- 一蚊雞保鑣
- 當男人變成女人 飾 攝影師
- 風流家族 飾 管家
- 這個夏天有異性

2003年
- 千機變 飾 婚禮主持人
- 地下鐵（客串）

2004年
- 追擊八月十五 飾 大輝

2005年
- 雀聖2自摸天后 飾 決賽司儀

2006年
- 愛上屍新娘 飾 電視台監製

2007年
- 新紮師妹3 飾 海灘叔
- 嚦咕嚦咕對對碰 飾 盧旺達

2008年
- 青苔

2009年
- 竊聽風雲 飾 股票行經紀（客串）

2010年
- 志明與春嬌 飾 衞生督察（客串）
- 為你鍾情（客串）

2011年
- DIVA華麗之後 飾 導演
- 竊聽風雲2 飾 股票行經紀

2012年
- 八星抱喜
- 2012我愛HK 喜上加囍
- 爛賭夫鬥爛賭妻 飾 王晶衛
- 低俗喜劇 飾 黑仔達

2013年
- 飛虎出征 飾 家豪（飛虎隊隊員）
- 烂滚夫斗烂滚妻 飾 王晶衛
- 爆3俏嬌娃 飾

2015年
- 全力扣殺 飾 姚賓（羽毛球比賽司儀）

2017年
- 春嬌救志明 飾

2019年
- 恭喜八婆 飾

2021年
- 總是有愛在隔離 飾
- 糖街製片廠 飾

## 舞台演出
- 鄒凱光灘住吹之齋呵唔鬧（2013/06/12-14 香港理工大學賽馬會綜藝館）
- 爆響口之唔出得街（2010）
- 壞-ology （页面存档备份，存于） (2024/06/07-09 麥花臣場館)
- 男性的弱點（2025）

## 外部連結
- 於881903.com的個人介紹 （页面存档备份，存于）
- HK cinemagic entry （页面存档备份，存于）
- 鄒凱光的blog - 海灘的一天 （页面存档备份，存于）
- 鄒凱光的Facebook專頁
- 鄒凱光的Instagram帳戶
- 鄒凱光的個人網頁 （页面存档备份，存于）
- 鄒凱光在互联网电影资料库（IMDb）上的資料（英文）（英文）
- 在AllMovie上鄒凱光的頁面（英文）
- 鄒凱光在香港影庫上的簡介
- 鄒凱光在豆瓣上的资料（简体中文）
- 鄒凱光在时光网上的簡介（简体中文）